# Alstertal

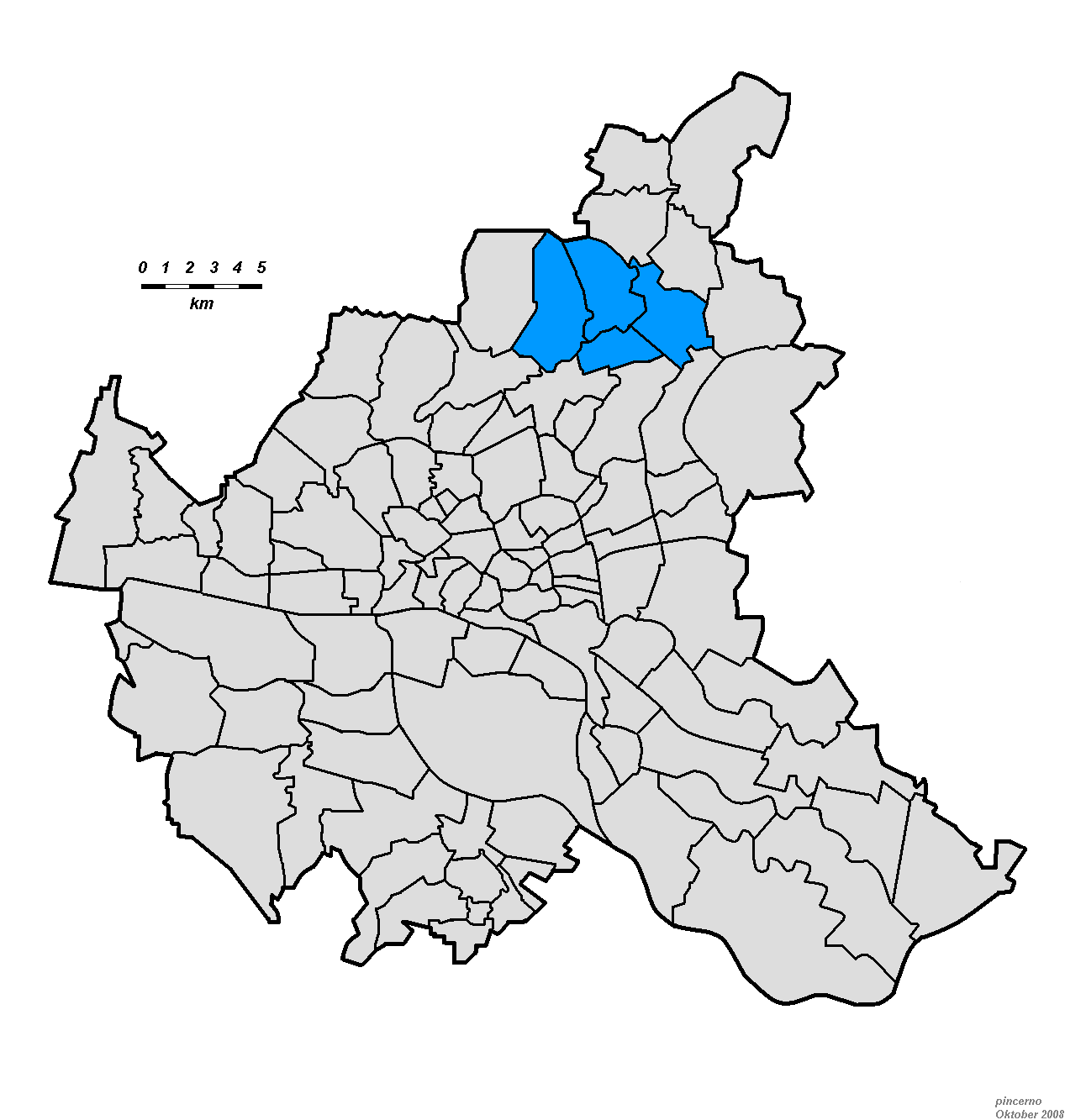
Lage des Alstertals

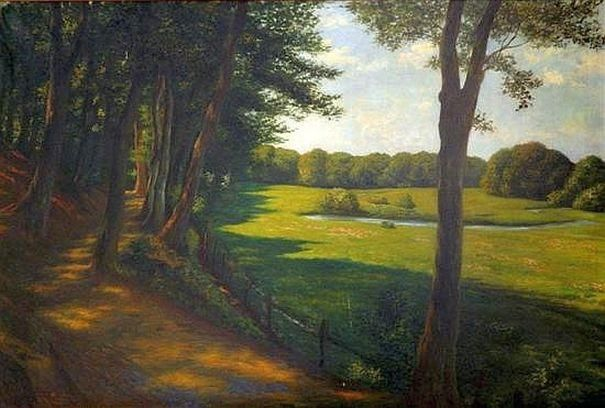
Alstertal bei Wellingsbüttel von Karl Josef Müller

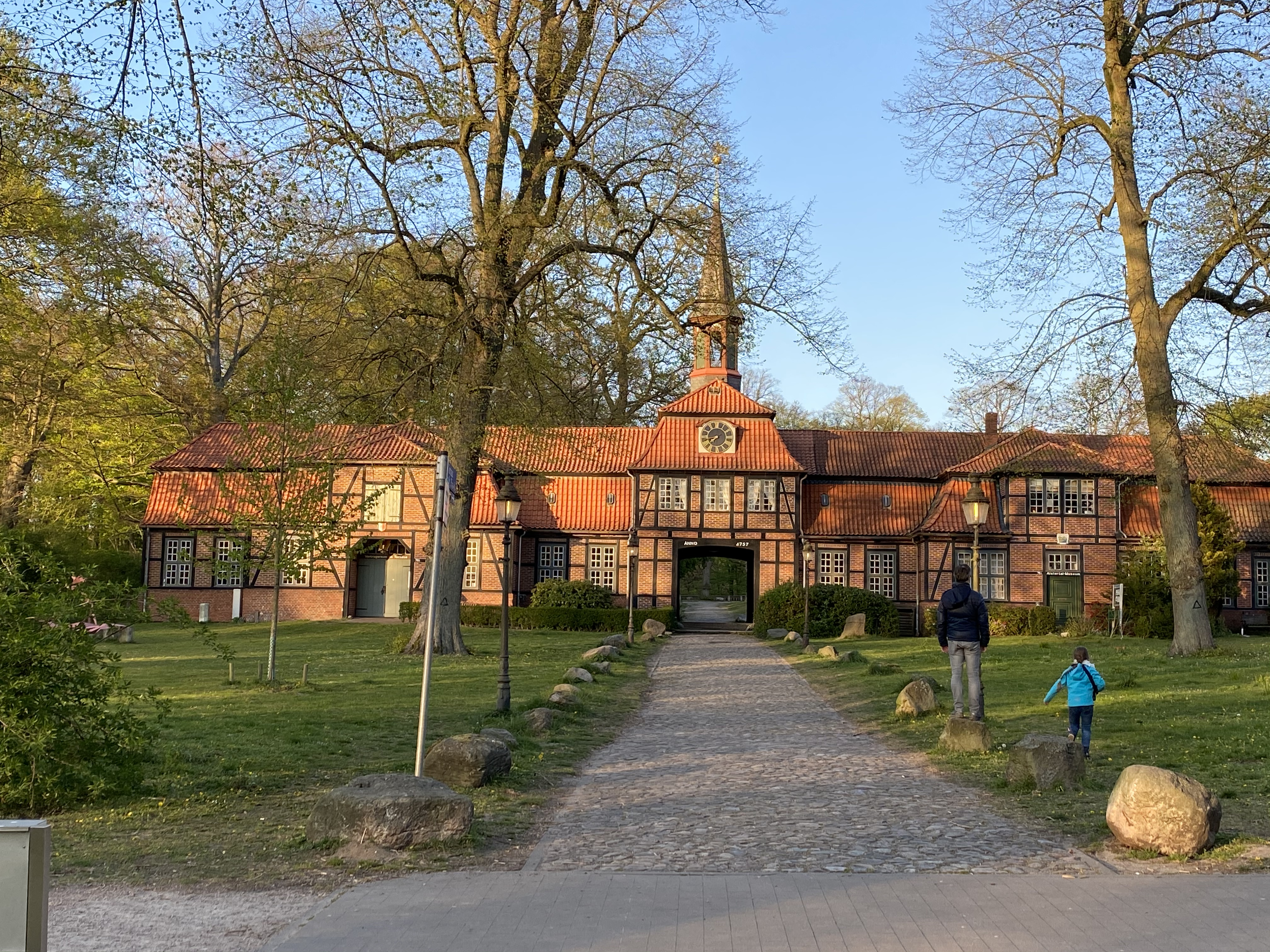
Torhaus am Herrenhaus Wellingsbüttel, historisches Gebäude

Alstertal hieß bis 2007 ein Ortsamtsbereich im Hamburger Bezirk Wandsbek mit den Stadtteilen Hummelsbüttel, Poppenbüttel, Sasel und Wellingsbüttel, die am Alsterlauf liegen. Hier leben etwa 70.000 Menschen.

## Geographie
Geographisch reicht das teilweise unter Natur- bzw. Landschaftsschutz stehende Tal der Alster im Norden weit über die Grenzen Hamburgs hinaus. Die Alster entspringt ca. 25 Kilometer nördlich von Hamburg in Henstedt-Ulzburg im Ortsteil Rhen in Schleswig-Holstein. In den Naturschutzgebieten rund um das Quellgebiet im nördlichen und östlichen Hamburger Raum leben mehrere geschützte Tier- und Pflanzenarten, darunter seltene Orchideen und Pilze.
Der gut ausgeschilderte Alsterwanderweg erstreckt sich entlang des Flusses von Kayhude in Schleswig-Holstein bis zur Hamburger Binnenalster. Die kleinen Zuläufe zur Alster im Nordosten Hamburgs (so im Wohldorfer Wald, im Rodenbeker Quellental und im Duvenstedter Brook) sind kleine Bäche, so genannte Beke.

## Geschichte und Verwaltung
Die vier Dörfer gehörten seit dem 17. Jahrhundert zum Herzogtum Holstein. 1912 gründete der Hamburger Immobilienmakler Johann Vincent Wentzel (1865–1919) die Gesellschaft zur Erschließung des Alstertales (ATAG). Die Hamburg-Altonaer Verbindungsbahn wurde von Ohlsdorf nach Poppenbüttel verlängert und 1918 als Alstertalbahn eröffnet. 
Mit dem Groß-Hamburg-Gesetz von 1937 fielen die Ortschaften an Hamburg und wurden nach dem Zweiten Weltkrieg Teil des Bezirkes Wandsbek. 
Heute ist der Regionalausschuss Alstertal ein Unterausschuss der Bezirksversammlung Wandsbek. Er befasst sich mit Angelegenheiten, die die Stadtteile Hummelsbüttel, Poppenbüttel, Sasel und Wellingsbüttel betreffen. Die 23 Mitglieder, von denen 15 ein Stimmrecht haben (Stand 2019), werden von der Bezirksversammlung gemäß deren politischem Stärkeverhältnis bestellt. Neben dem Regionalausschuss gibt es einen Ausschuss für Bauangelegenheiten, der ebenfalls von der Bezirksversammlung eingesetzt wird. Die Sitzungen der beiden Ausschüsse sind öffentlich und finden im Dienstgebäude Alstertal statt (Wentzelplatz 7).

## Trivia
Einige Außenszenen der Kinderfernsehserie Die Kinder vom Alstertal (1998 bis 2004) wurden im Alstertal gedreht. Die beiden verwendeten Gutshöfe befinden sich dagegen weit entfernt in Vororten von Soltau.